# Mike Miller (allenatore di pallacanestro)
Micheal E. Miller, detto Mike (Monmouth, 14 agosto 1964), è un allenatore di pallacanestro statunitense.

## Carriera da allenatore

### Inizi da allenatore  (1989-1994)
Ha iniziato la sua carriera di allenatore come assistente allenatore alla Western Illinois University nel 1989-90. La stagione successiva è stato assistente allenatore alla Sam Houston State.
Dal 1991 al 1994 è stato assistente allenatore a Southwest Texas State (ora Texas State) sotto Jim Wooldridge, dove ha aiutato Southwest Texas State a ottenere un'apparizione in un torneo NCAA e il record di 25 vittorie nella stagione 1993-94.

### Southwest Texas State (1994-2000)
All'età di 29 anni è stato promosso come capo allenatore al Southwest Texas State nel 1994 ed è stato il secondo più giovane allenatore della divisione I della NCAA quell'anno. Come head coach ha guidato Southwest Texas State alla stagione regolare della Southland Conference e ai titolo della conference e un'apparizione al torneo NCAA nel 1996-97, per il quale ha vinto il premio di Coach of the Year dal Southland. Southwest Texas State è arrivata seconda nella Southland Conference nel 1997-98 e ha vinto un altro titolo di stagione regolare nel 1998-99. Ha anche allenato Jeff Foster, che sarebbe stato una scelta del primo giro del Draft NBA 1999 e avrebbe giocato 13 stagioni con gli Indiana Pacers. In sei stagioni come capo allenatore a Southwest Texas State ha fatto registrare un record di 87-79.

### Fine della carriera collegiale (2000-2013)
Nel 2000 si è riunito con Wooldridge, questa volta come capo allenatore associato a Kansas State, dove sarebbe rimasto per cinque stagioni.
Ha svolto la sua seconda esperienza come head coach a Eastern Illinois dal 2005 al 2012, facendo registrare un record di 75-130. La sua unica stagione vincente è stata nel 2009-10, quando Eastern Illinois ha terminato con un record di 19-12. Nel 2012 è stato licenziato da Eastern Illinois.
Nel 2012-13 è stato assistente presso UC Riverside, per la sua terza esperienza come assistente allenatore sotto Wooldridge.

### Carriera da professionista (2013-)
Nell'ottobre 2013 è stato nominato assistente allenatore agli Austin Toros della NBA D-League (ora G League).
Il 7 ottobre 2015 i Westchester Knicks della D-League lo hanno assunto come head coach. Mentre era con i Knicks ha vinto l'NBA G League Coach of the Year per la stagione 2017-18. Dopo quattro stagioni a Westchester è stato promosso ai New York Knicks come assistente allenatore.
È stato nominato capo allenatore ad interim dei Knicks il 6 dicembre 2019.

## Statistiche

### Allenatore
| Stagione | Squadra     | Regular Season | Regular Season | Regular Season | Regular Season | Regular Season          | Post Season      |
| Stagione | Squadra     | V              | P              | % V            | G              | Posizione finale        | Post Season      |
| -------- | ----------- | -------------- | -------------- | -------------- | -------------- | ----------------------- | ---------------- |
| 2019-20  | N.Y. Knicks | 17             | 27             | 38,6           | 44             | 5º in Atlantic Division | Manca i play-off |
|          | Carriera    | 17             | 27             | 38,6           | 44             |                         |                  |

## Palmarès
- Dennis Johnson Coach of the Year Award (2018)